# Wladimir Apollonius Talén
Wladimir Apollonius Talén, född omkring 1812 i Stockholm, död 1881 i New Orleans, Louisiana, var en svensk-amerikansk tecknare och skulptör.
Han var son till ciselören Eric Talén och Henrietta Engelbrecht samt bror till Elisabeth Zenaïde Arnberg och kusin till Knut Talén. Han medverkade i Konstakademiens utställning 1838 med en tuschlavyr av Tullhuset i London som belönades med den Meijerska medaljen. Efter en tids vistelse i England emigrerade han till Amerika där han var verksam som skulptör i New Orleans.